# Skatteköp
Skatteköp (även kallat skattelösen) är beteckningen på det köp varigenom en enskild person, ofta tidigare arrendator eller brukare, förvärvade äganderätten till kronojord varvid denna omvandlades till skattejord.

## Sverige

### Försäljning av bördsrätter
Kung Johan III sålde till allmogen så kallade bördsrätter med vissa förbehåll. Dessa återkallades dock av Karl IX.

### Skatteköp utan företrädesrätt
Köp av skatterätt omtalas först under Gustav II Adolfs regeringstid. 1629 utfärdades fullmakt för nio landstatstjänstemän att skatteförsälja vissa kronohemman. Åborna fick dock ingen företrädesrätt.

### Skatteköp efter företrädesrätt
Genom ett kungligt brev 1701 inträdde en betydelsefull förändring. Här uttalades  uppfattningen att skatteförsäljningen befordrar landets bättre odling genom jordens övergång i självägande jordbrukares händer. 
Med detta brev medgavs åbon företrädesrätt vid skatteköp. Rusthållare fick en exklusiv rätt till skatteköp av rusthåll. En fullständig skatteköpsförordning utfärdades 1723 och upphävdes 1773 men återvann laga kraft 1789.

## Finland

### Företrädesrätt för åbo
Skatteköp praktiserades under mer än 300 år mellan 1574 och 1773 samt mellan 1789 och 1889. Den som bodde på fastigheten, åbon, hade företrädesrätt, men var tvungen att konkurrera med andra.

### Rusthållares ensamrätt
Den som var bosatt på ett rusthåll av krononatur hade dock ensamrätt att skatteköpa sitt hemman. Enligt 1723 års förordning hade rusthållaren därtill företrädesrätt framför de underlydande hemmanens åbor inom en mils radie.

### Bruksägares skatteköp
Från och med 1731 hade bruksägarna betydande möjligheter att skatteköpa kronohemman med stöd av bruksprivilegierna. På 1700-talet  förvandlades härigenom ett stort antal kronobönder till privatpersoners landbönder, särskilt i järnbruksregionen i sydvästra Finland och herrgårdsbygderna i Tavastland, Satakunta och det inre av Nyland.